# Boris Levin
Pour les articles homonymes, voir Levin.
Boris Yakovlevich Levin (22 décembre 1906 - 24 août 1993) est un mathématicien soviétique qui a apporté d'importantes contributions à la théorie des fonctions.

## Biographie
Boris Yakovlevich Levin est né le 22 décembre 1906 à Odessa.
En 1932, il est diplômé de l'Université du Caucase du Nord (Rostov-sur-le-Don). De 1935 à 1949, il est professeur et chef du département de mathématiques de l'Institut des ingénieurs de marine d'Odessa.
En 1949, invité par Naum Akhiezer, il s'installe à Kharkiv, et travaille ensuite à l'Université d'État de Kharkiv.
En 1969, il organise le Département de théorie des fonctions à l'Institut de physique et d'ingénierie des basses températures de l'Académie ukrainienne des sciences, dans lequel il travaille jusqu'à ses derniers jours (en tant que chef du département, il travaille jusqu'en 1986).
Levin est décédé à Moscou le 24 août 1993, à l'âge de 86 ans.

## Recherches scientifiques
Il s'intéresse à la théorie des fonctions entières, à l'analyse fonctionnelle, à l'analyse harmonique, à la théorie des fonctions presque périodiques et quasi-analytiques. Il obtient les résultats fondamentaux concernant les séries de Fourier non harmoniques et les opérateurs préservant les inégalités dans diverses classes de fonctions entières de type exponentielle. Avec Naum Akhiezer, il découvre une relation entre les problèmes extrêmes de la théorie des fonctions entières et les transformations conformes sur les domaines canoniques. Il introduit une classe d'opérateurs de transformation, qui est à la base de la résolution du problème de diffusion inverse.
La théorie des fonctions entières de croissance complètement régulière rend célèbre Boris Levin. Il crée cette théorie au milieu des années 1930 en même temps qu'Albert Pfluger. Cette théorie décrit une classe très large de fonctions entières, contenant la majorité des fonctions entières rencontrées dans les applications. Pour les fonctions de cette classe, la relation entre leur comportement à l'infini et la distribution des zéros peut être décrite par les formules asymptotiques.
En 1956, il publie sa monographie "Distribution des zéros de fonctions entières", qui est traduite en allemand et en anglais, et qui est, à ce jour, le manuel de nombreux professionnels travaillant dans différents domaines des mathématiques.
La même année, il organise le séminaire à l'Université de Kharkiv. Pendant près de 40 ans, c'est une école pour les mathématiciens de Kharkiv travaillant dans le domaine de l'analyse, ainsi que le centre de la recherche mathématique. 
En 1997, une conférence à la mémoire de Boris Levin "Fonctions entières dans l'analyse moderne" s'est tenue à l'Université de Tel-Aviv. En septembre 1997, un séminaire international dédié à la mémoire de Boris Levin est organisé par l'Institut de physique et d'ingénierie des basses températures. En 2006, une conférence internationale consacrée au centenaire de l'anniversaire de Boris Levin a lieu à Kharkiv.